# Thiên sứ nhà bên
Thiên sứ nhà bên (お隣の天使様にいつの間にか駄目人間にされていた件 Otonari no Tenshi-sama ni Itsu no Ma ni ka Dame Ningen ni Sareteita Ken, dịch: Chuyện nàng Thiên sứ giáng lâm cạnh bên từ khi nào đã biến tôi thành phàm nhân vô dụng) là một series light novel Nhật Bản được viết bởi Saekisan và minh họa bởi Hanekoto. Ban đầu light novel được xuất bản trực tuyến trên Shōsetsuka ni Narō trước khi được SB Creative phát hành dưới ấn hiệu GA Bunko từ tháng 6 năm 2019. Tại Việt Nam, bộ truyện được Nhà xuất bản Kim Đồng mua bản quyền phát hành với tập đầu tiên được phát hành vào tháng 11 năm 2021. Phiên bản manga chuyển thể do Shibata Wan minh họa đã được đăng dài kỳ trên tạp chí truyện tranh trực tuyến Manga UP! của nhà xuất bản Square Enix từ tháng 1 năm 2022. Một phiên bản anime truyền hình chuyển thể bởi xưởng phim Project No.9 được phát sóng từ tháng 1 đến tháng 3 năm 2023.

## Cốt truyện
Fujimiya Amane sống một mình trong căn hộ của mình, và cô gái xinh nhất ở trường cậu, Shiina Mahiru, lại là hàng xóm của cậu. Họ hầu như chẳng bao giờ nói chuyện với nhau cho tới một ngày trời mưa, cậu thấy cô không cầm theo ô và cho cô mượn. Để cảm ơn, cô thường xuyên giúp cậu làm việc nhà và nấu bữa tối cho cậu. Từ đó mối quan hệ của họ bắt đầu nảy nở và khoảng cách giữa hai người họ dần thu hẹp lại.

## Nhân vật
Fujimiya Amane (藤宮 周)
Lồng tiếng bởi: Ban Taito
Nam chính của câu chuyện. Amane là học sinh trung học năm nhất sống cạnh nhà Mahiru, cậu kém trong khoản làm việc nhà và  không bao giờ chăm sóc bản thân đúng cách. Cậu có ít bạn bè và có xu hướng tự hạ thấp bản thân. Amane thích các món trứng.
Shiina Mahiru (椎名 真昼)
Lồng tiếng bởi: Iwami Manaka
Nữ chính của câu chuyện. Mahiru là học sinh trung học năm nhất sống cạnh nhà Amane, cô luôn có điểm số tốt trong học tập và xuất sắc trong thể thao. Giỏi nấu ăn. Sở hữu mái tóc màu nâu vàng nhạt. Tuy nhiên, cô lại có tính cách khép kín do hoàn cảnh gia đình trong quá khứ.
Akazawa Itsuki (赤澤 樹)
Lồng tiếng bởi: Yashiro Taku
Bạn thân của Amane và là bạn trai của Chitose. Itsuki thực sự trung thực, mặc dù đôi khi hơi bốc đồng và hành động trước khi suy nghĩ, điều này cũng đã khiến cậu gặp rắc rối.
Shirakawa Chitose (白河 千歳)
Lồng tiếng bởi: Shiraishi Haruka
Bạn gái của Itsuki. Chitose là một người năng động và nhẹ nhàng, cô cực kỳ trung thực với lời nói của bản thân.Thường xuyên trêu chọc Amane.
Fujimiya Shihoko (藤宮 志保子)
Lồng tiếng bởi: Kanemoto Hisako
Mẹ của Amane.
Fujimiya Shuto (藤宮 修斗)
Lồng tiếng bởi: Furukawa Makoto
Bố của Amane.

## Truyền thông

### Light novel
Bộ light novel ban đầu được xuất bản trực tuyến trên Shōsetsuka ni Narō trước khi được SB Creative phát hành dưới ấn hiệu GA Bunko từ tháng 6 năm 2019. Bộ truyện được cấp phép xuất bản bằng tiếng Anh tại khu vực Bắc Mỹ bởi Yen Press. Tại Việt Nam, bộ truyện được Nhà xuất bản Kim Đồng mua bản quyền phát hành dưới ấn hiệu Wings Books với tập đầu tiên được ra mắt vào ngày 11 tháng 11 năm 2021.
| - Chương 1: "Gặp gỡ thiên sứ" - Chương 2: "Bệnh cảm và chuyến thăm của thiên sứ" - Chương 3: "Lời sẻ chia của thiên sứ" - Chương 4: "Cuộc gặp gỡ ngẫu nhiên" - Chương 5: "Thiên sứ và công cuộc dọn dẹp" - Chương 6: "Chuyến ghé thăm của bạn thân" - Chương 7: "Vết thương của thiên sứ và lời cảm ơn" | - Chương 8: "Lần đầu ăn tối chung" - Chương 9: "Sinh nhật của thiên sứ" - Chương 10: "Mẫu thân xuất hiện" - Chương 11: "Phần thưởng cho thiên sứ" - Chương 12: "Lớp học nấu ăn của cô giáo thiên sứ" - Chương 13: "Giáng sinh cùng mọi người" - Chương 14: "Giáng sinh hai người" - Lời bạt |

| - Chương 1: "Cuối năm cùng thiên sứ" - Chương 2: "Thiên sứ vô phòng bị và những ngày Tết" - Chương 3: "Bố mẹ đến chơi và chuyến đi chùa đầu năm" - Chương 4: "Học kì mới" - Chương 5: "Thiên sứ không được khỏe" - Chương 6: "Ngày Valentine" | - Chương 7: "Ngày Valentine trắng" - Chương 8: "Kì nghỉ xuân bắt đầu" - Chương 9: "Sự khác thường của thiên sứ và sự thật" - Chương 10: "Thiên sứ thay đổi" - Ngoại truyện: "Không chỉ có một mình" - Lời bạt |

| - Chương 1: "Bắt đầu năm học mới" - Chương 2: "Tiếp xúc với hoàng tử" - Chương 3: "Sự ép buộc không mong muốn" - Chương 4: "Quyết định của thiên sứ" - Chương 5: "Làm bạn với thiên sứ" - Chương 6: "Nấu ăn cùng thiên sứ" - Chương 7: "Đề xuất của thiên sứ" - Chương 8: "Lớp học nấu ăn của thiên sứ" | - Chương 9: "Đi chơi cùng thiên sứ" - Chương 10: "Lắng nghe sự tình" - Chương 11: "Ngoài cậu ra" - Chường 13: "Nỗi lo của bố mẹ và cơn đau đã qua" - Chương 14: "Dự cảm về sóng gió sau kì nghỉ" - Lời bạt |

| - Chương 1: "Tâm tư của thiên sứ" - Chương 2: "Tâm tư của thiên sứ" - Chương 3: "Thiên sứ trong giấc mơ và sự xấu hổ" - Chương 4: "Học nhóm cùng thiên sứ" - Chương 5: "Mọi người cùng học nhóm" - Chương 6: "Khoảnh khắc trước kì kiểm tra" - Chương 7: "Khoảnh khắc sau kì kiểm tra" - Chương 8: "Phần thưởng từ thiên sứ" - Chương 9: "Trang phục mới của thiên sứ" | - Chương 10: "Ánh mắt của thiên sứ và sự tranh đấu của Amane" - Chương 11: "Cú sốc của thiên sứ" - Chương 12: "Giả vờ không thấy, giả vờ không biết" - Chương 13: "Chuẩn bị cho lễ hội thể thao và người bạn mới" - Chương 14: "Tạm biệt cái tôi hèn nhát trước nay" - Lời bạt |

| - Chương 1: "Sau ngày tỏ tình" - Chương 2: "Lần đầu đến trường cùng nhau" - Chương 3: "Giờ ăn trưa và màn chất vấn" - Chương 4: "Những thay đổi trong hoàn cảnh và nội tâm" - Chương 5: "Những thay đổi trong hoàn cảnh và nội tâm" - Chương 6: "Điều thay đổi sau khi hẹn hò" - Chương 7: "Những thứ gợi cảm không ổn đâu" - Chương 8: "Xin đừng quá chăm lo cho mình" - Chương 9: "Bắt đầu kì nghỉ hè" | - Chương 10: "Dù thế nào thì cũng đáng yêu quá đi" - Chương 11: "Bên hồ bơi luôn có những gã tán tỉnh" - Chương 12: "Chuyến về thăm nhà và mối quan hệ bị phát hiện" - Chương 13: "Ở bên cậu là điều hiển nhiên" - Chương 14: "Tương ngộ quá khứ" - Chương 15: "Vĩnh biệt quá khứ" - Lời bạt |

| - Chương 1: "Thích thứ mình thích thì có gì sai" - Chương 2: "Công việc hằng ngày và bữa ăn đáng nhớ" - Chương 3: "Điểm tốt mà mọi người không biết" - Chương 4: "Công cuộc dọn dẹp và sự cố xảy ra" - Chương 5: "Đâu mới là thứ khiến người ta vô dụng" - Chương 6: "Nỗi bất an thuở nhỏ và sự an tâm hiện tại" - Chương 7: "Thiên sứ lơ đãng" - Chương 8: "Thức khuya có hại lắm" | - Chương 9: "Quyết tâm ngoài mặt và sự đồng cảm" - Chương 10: "Cách cả hai ở bên nhau" - Chương 11: "Giấc ngủ trưa và sự tò mò của Mahiru" - Chương 12: "Dõi theo chuyện tình của bạn bè cũng thật vất vả" - Chương 13: "Thiên sứ cũng có sở đoản" - Chương 14: "Ngủ qua đêm và câu chuyện thời xưa" - Chương 15: "Sự hối hận của một thời và niềm hi vọng tương lai" - Chương 16: "Giọng nói đó phạm quy rồi" - Lời bạt |

| - Chương 1: "Thiên sứ tỉnh giấc" - Chương 2: "Ước vọng đạt được" - Chương 3: "Hình dáng của sự ngưỡng mộ" - Chương 4: "Hẹn hò tại nhà cùng thiên sứ" - Chương 5: "Lại thêm một cuộc chia tay" - Chương 6: "Thiên sứ và bóng lưng đáng ngờ" | - Chương 7: "Thiên sứ và lễ hội mùa hè" - Chương 8: "Bài tập là thứ phải làm cho xong từ đầu" - Chương 9: "Cuộc gặp gỡ không trông đợi và sự quyết tâm" - Lời bạt |

| - Chương 1: "Thiên sứ và học kì mới" - Chương 2: "Sự bối rối trước khả năng diễn suất của thiên sứ" - Chương 3: "Sự nài nỉ của thiên sứ" - Chương 4: "Điềm báo hỗn loạn ở lễ hội văn hóa" - Chương 5: "Từ bỏ cũng là điều tất yếu" - Chương 6: "Nụ cười ấy có tác dụng với ai?" - Chương 7: "Người tôi muốn gọi" | - Chương 8: "Màn kịch trước lễ hội văn hóa" - Chương 9: "Mở màn lễ hội văn hóa" - Chương 10: "Thiên sứ và cuộc dạo chơi ở lễ hội văn hóa" - Chương 11: "Ngày thứ hai của lễ hội" - Chương 12: "Thiên sứ và duyên nợ trời ban" - Chương 13: "Kết thúc và hoàn thành lễ hội văn hóa" - Chương 14: "Lời cầu nguyện của thiên sứ" - Lời bạt |

| - Chương 1: "Lời hứa quan trọng với thiên sứ" - Chương 2: "Quyết tâm được giấu kín trong tim" - Chương 3: "Bước đầu tiên hướng tới mục tiêu" - Chương 4: "Mối quan hệ mới" - Chương 5: "Bữa trưa ba người" - Chương 6: "Áp lực từ bạn bè" | - Chương 7: "Công việc bán thời gian đầu tiên" - Chương 8: "Nỗi niềm không thể nói của đàn anh" - Chương 9: "Bí mật của thiên sứ" - Chương 10: "Và rồi ngày X của thiên sứ đã đến" - Lời bạt |

| - Chương 1: "Con đường đã đi đến hôm nay" - Chương 2: "Hai người khác biệt nhưng lại tương đồng" - Chương 3: "Nỗ lực không phải chỉ ngày một ngày hai" - Chương 4: "Giấc mộng thoáng qua của thời thơ ấu và sự tàn khốc" - Chương 5: "Những đứa trẻ đáng yêu" - Chương 6: "Sự tiếp cận không mong muốn" | - Chương 7: "Càng mài giũa thì càng tỏa sáng" - Chương 8: "Góc nhìn của người ngoài" - Chương 9: "Cách gọi tên trong tương lai không xa" - Chương 10: "Bí mật của riêng hai người" - Chương 11: "Người vẫn luôn dõi theo" - Chương 12: "Con đường sẽ đi sau này" - Lời bạt |

| - Chương 1: "Hình ảnh trước mắt khi tỉnh giấc" - Chương 2: "Chuẩn bị cho ngày sinh nhật" - Chương 3: "Cuộc trò chuyện qua đêm và sự phiền não" - Chương 4: "Hồi ức xa xưa" - Chương 5: "Vẫn còn chặng đường dài phía trước" | - Chương 6: "Tham khảo ý kiến từ tiền bối" - Chương 7: "Thời khắc chuẩn bị quan trọng" - Chương 8: "Và rồi ngày trọng đại đã đến" - Ngoại truyện: "Câu chuyện phía sau ngày hạnh phúc nhất thế gian" - Lời bạt |

### Manga
Phiên bản manga chuyển thể do Shibata Wan và Yūki Suzu sáng tác được đăng dài kỳ trên tạp chí truyện tranh trực tuyến Manga UP! của nhà xuất bản Square Enix từ ngày 6 tháng 1 năm 2022 đến nay. Tập tankōbon đầu tiên phát hành tại Nhật Bản vào ngày 7 tháng 7 năm 2022.
| #                                                                                            | Phát hành tiếng Nhật | Phát hành tiếng Nhật | Phát hành tiếng Việt | Phát hành tiếng Việt |
| #                                                                                            | Ngày phát hành       | ISBN                 | Ngày phát hành       | ISBN                 |
| -------------------------------------------------------------------------------------------- | -------------------- | -------------------- | -------------------- | -------------------- |
| 1                                                                                            | 7 tháng 7 năm 2022   | 978-4-75-758016-9    | 11 tháng 3 năm 2024  | 978-604-2-34051-9    |
| 2                                                                                            | 7 tháng 12 năm 2022  | 978-4-75-758296-5    | 8 tháng 4 năm 2024   | 978-604-2-34052-6    |
| 3                                                                                            | 7 tháng 12 năm 2023  | 978-4-7575-8948-3    | 8 tháng 7 năm 2024   | 978-604-2-38103-1    |
| 4                                                                                            | 6 tháng 8 năm 2024   | 978-4-7575-9342-8    | 19 tháng 5 năm 2025  | 978-604-2-24361-2    |
| 5                                                                                            | 7 tháng 3 năm 2025   | 978-4-7575-9644-3    | —                    | —                    |
| Mã ISBN tiếng Việt được lấy từ Cục Xuất bản, In và Phát hành - Bộ thông tin và truyền thông. |                      |                      |                      |                      |

Một loạt manga spin-off do Puyo minh họa, có tựa đề The Angel Next Door Spoils Me Rotten: After the Rain (お隣の天使様にいつの間にか駄目人間にされていた件 after the rain Otonari no Tenshi-sama ni Itsu no Ma ni ka Dame Ningen ni Sareteita Ken after the rain), đã bắt đầu được đăng tải trên nền tảng Manga Up! vào ngày 7 tháng 12 năm 2023. Bộ truyện được chuyển thể từ tập truyện ngắn đầu tiên của bộ light novel gốc (tập 5.5).
| # | Phát hành tiếng Nhật | Phát hành tiếng Nhật | Phát hành tiếng Việt | Phát hành tiếng Việt |
| # | Ngày phát hành       | ISBN                 | Ngày phát hành       | ISBN                 |
| - | -------------------- | -------------------- | -------------------- | -------------------- |
| 1 | 6 tháng 8 năm 2024   | 978-4-7575-9343-5    | —                    | —                    |
| 2 | 7 tháng 4 năm 2025   | 978-4-7575-9781-5    | —                    | —                    |

### Anime
Phiên bản anime truyền hình chuyển thể do xưởng phim Project No.9 sản xuất đã được công bố vào ngày 4 tháng 1 năm 2022. Bộ anime được đạo diễn bởi Wang Lihua, Ōchi Keiichirō phụ trách kịch bản, Noguchi Takayuki phụ trách thiết kế nhân vật và Hyūga Moe sáng tác nhạc. Anime bắt đầu lên sóng vào ngày 7 tháng 1 năm 2023. Bài hát đầu phim là "Gift" (ギフト Gifuto) trình bày bởi Ōishi Masayoshi , trong khi bài hát kết phim (phần lớn) là bản cover "Chiisana Koi no Uta" (小さな恋のうた) của Mongol800 được trình bày bởi Iwami Manaka.. Tuy nhiên, trong tập 1, tập 7 và tập 12, các bài hát kết phim lần lượt là "Gift" (ギフト Gifuto), "Love Song" (愛唄 Aiuta) được trình bày bởi Iwami Manaka và bản cover "To You" (君に届け Kimi ni Todoke) của flumpool được trình bày bởi Iwami Manaka.
Medialink cấp phép anime tại khu vực Đông Nam Á, Nam Á và cho phát sóng trên FPT Play và Bilibili tại Việt Nam.
| TT. | Tiêu đề | Đạo diễn          | Biên kịch      | Phân cảnh                           | Ngày phát hành gốc  |
| --- | --- | ----------------- | -------------- | ----------------------------------- | ------------------- |
| 1   | "Gặp gỡ Thiên sứ" Chuyển ngữ: "Tenshi-sama to no Deai" (tiếng Nhật: 天使様との出会い) | Wakabayashi Kanji | Ōchi Keiichirō | Imaizumi Kenichi                    | 7 tháng 1 năm 2023  |
| 2   | "Ăn tối cùng Thiên sứ" Chuyển ngữ: "Tenshi-sama to Yūshoku" (tiếng Nhật: 天使様と夕食) | Yamauchi Tomio    | Ōchi Keiichirō | Imaizumi Kenichi                    | 14 tháng 1 năm 2023 |
| 3   | "Phần thưởng cho Thiên sứ" Chuyển ngữ: "Tenshi-sama e no Gohōbi" (tiếng Nhật: 天使様へのご褒美) | Shiraishi Michita | Ōchi Keiichirō | Imaizumi Kenichi                    | 21 tháng 1 năm 2023 |
| 4   | "Thiên sứ dịp Giáng sinh" Chuyển ngữ: "Kurisumasu no Tenshi-sama" (tiếng Nhật: クリスマスの天使様) | Okuno Hiroyuki    | Ōchi Keiichirō | Imaizumi Kenichi                    | 28 tháng 1 năm 2023 |
| 5   | "Đi chùa đầu năm cùng Thiên sứ" Chuyển ngữ: "Tenshi-sama to Hatsumōde" (tiếng Nhật: 天使様と初詣) | Yamauchi Tomio    | Ōchi Keiichirō | Imaizumi Kenichi                    | 4 tháng 2 năm 2023  |
| 6   | "Quà tặng của Thiên sứ" Chuyển ngữ: "Tenshi-sama no Okurimono" (tiếng Nhật: 天使様の贈り物) | Shiraishi Michita | Ōchi Keiichirō | Imaizumi Kenichi Nakayama Takehiro  | 11 tháng 2 năm 2023 |
| 7   | "Lời hứa với Thiên sứ" Chuyển ngữ: "Tenshi-sama to no Yakusoku" (tiếng Nhật: 天使様との約束) | Katō Akira        | Ōchi Keiichirō | Imaizumi Kenichi Takahashi Masayuki | 18 tháng 2 năm 2023 |
| 8   | "Thiên sứ sang học kỳ mới" Chuyển ngữ: "Shin Gakki no Tenshi-sama" (tiếng Nhật: 新学期の天使様) | Yamauchi Tomio    | Ōchi Keiichirō | Imaizumi Kenichi                    | 25 tháng 2 năm 2023 |
| 9   | "Ra ngoài cùng Thiên sứ" Chuyển ngữ: "Tenshi-sama to Odekake" (tiếng Nhật: 天使様とお出かけ) | Okuno Hiroyuki    | Ōchi Keiichirō | Imaizumi Kenichi                    | 4 tháng 3 năm 2023  |
| 10  | "Thiên sứ trong mơ" Chuyển ngữ: "Yume no Naka no Tenshi-sama" (tiếng Nhật: 夢の中の天使様) | Matano Hiromichi  | Ōchi Keiichirō | Imaizumi Kenichi                    | 11 tháng 3 năm 2023 |
| 11  | "Không biết từ lúc nào, tôi đã bị Thiên sứ nhà bên biến thành phế vật" Chuyển ngữ: "Otonari no Tenshi-sama ni Itsu no Ma ni ka Dame Ningen ni Sareteita" (tiếng Nhật: お隣の天使様にいつの間にか駄目人間にされていた) | Akasaka Yasubee   | Ōchi Keiichirō | Imaizumi Kenichi                    | 18 tháng 3 năm 2023 |
| 12  | "Vĩnh biệt con người nhút nhát của tôi" Chuyển ngữ: "Okubyō Datta Jibun ni Sayōnara o" (tiếng Nhật: 臆病だった自分にさようならを)                                                                                     | Nakano Musashi    | Ōchi Keiichirō | Imaizumi Kenichi                    | 25 tháng 3 năm 2023 |

## Đón nhận
Bộ light novel được xếp thứ 10 trong sách hướng dẫn về light novel, Kono Light Novel ga Sugoi! do công ty xuất bản Takarajimasha phát hành trong thể loại bunkobon và đứng thứ sáu trong trong tổng số các bộ truyện mới khác vào năm 2020. Bộ truyện đã bán được một trăm nghìn bản tính đến tháng 4 năm 2020.
Theo Oricon, trong tuần đầu tiên phát hành, tập 5 của bộ truyện đã bán được 19.791 bản tại Nhật Bản và  đứng đầu trên bảng xếp hạng Oricon Weekly Light Novel.